# Little America (série de televisão)
Little America é uma série de televisão antológica norte-americana produzida para a Apple TV+ que estreou em 17 de janeiro de 2020. O programa foi renovado para uma segunda temporada em dezembro de 2019, antes da estreia da série.

## Enredo
Little America procura "ir além das manchetes para olhar para as vidas engraçadas, românticas, sinceras, inspiradoras e inesperadas dos imigrantes na América, em um momento em que suas histórias são mais relevantes do que nunca".

## Elenco

### The Manager
- Suraj Sharma como Kabir
  - Eshan Inamdar como Kabir jovem
    - Ishan Gandhi como Kabir adolecente
- Sherilyn Fenn como Laura Bush

### The Jaguar
- Jearnest Corchado como Marisol
- Melinna Bobadilla como Gloria
- John Ortiz como treinador de squash
- Jamie Gore Pawlik como Charlotte Ansley

### The Cowboy
- Conphidance como Iwegbuna
- Tom McCarthy como  Professor Robbins
- Chinaza Uche como Chioke
- Ebbe Bassey como Mma Udeh

### The Silence
- Mélanie Laurent como Sylviane
- Zachary Quinto como líder espiritual
- Bill Heck como Jack
- Gavin Lee como Henry

### The Baker
- Kemiyondo Coutinho como Beatrice[2]
- Innocent Ekakitie como Brian
- Susan Basemera como Yuliana
- Phillip Luswata

### The Grand Prize Expo Winners
- Angela Lin como Ai
- X. Lee como Bo
- Madeleine Chang como Cheng

### The Rock
- Shaun Toub como Faraz
- Shila Vosough Ommi como Yasmin
- Justin Ahdoot como Behrad

### The Son
- Haaz Sleiman como Rafiq
- Adam Ali como Zain

## Recepção
No Rotten Tomatoes, a série tem uma classificação de 94% com uma pontuação média de 8,9/10 com base em 36 avaliações. O consenso crítico do site diz: "Alegre, sincera e muito humana, a coleção cuidadosa de contos de imigrantes de Little America é tão inspiradora quanto relacionável".  No Metacritic, tem uma pontuação de 85 de 100 com base em 20 críticas, indicando "aclamação universal".